# Rugles
Rugles – miejscowość i gmina we Francji, w regionie Normandia, w departamencie Eure.
Według danych na rok 1990 gminę zamieszkiwało 2416 osób, a gęstość zaludnienia wynosiła 171 osób/km² (wśród 1421 gmin Górnej Normandii Rugles plasuje się na 96 miejscu pod względem liczby ludności, natomiast pod względem powierzchni na miejscu 168).